# Britt Kersten
Pour les articles homonymes, voir Kersten.
Britt Kersten (née le 18 février 1939) est une chanteuse allemande.

## Biographie
Après avoir réussi à se lancer dans la chanson, un grave accident de voiture en 1964 la contraint à s'arrêter pendant un an. Après son rétablissement, ses singles produits par Amiga sortent aussi en Allemagne de l'ouest. Britt Kersten apparaît dans tous les programmes de divertissement de la DFF, souvent en duo avec Bert Hendrix.
Britt Kersten fut marié pendant quarante ans avec Gerhard Siebholz, le compositeur de toutes ses chansons, jusqu'à sa mort en 2003. Arndt Bause et Ralf Petersen ont aussi écrit pour elle. Elle s'est retirée de la scène.
À l'occasion de ses 70 ans, paraît une anthologie de titres enregistrés entre 1964 et 1978.

## Discographie
- Santa Lucia Twist/ Unsere Liebe, Amiga 450 437 (1964)
- Einmal ist keinmal/ So geht´s nicht, mein boy, Amiga 450 515 (1965)
- Was ich nicht weiß/ Was zuviel ist, ist zuviel, Amiga 450 540 (1965)
- Immer wenn du lachst/ Liebe lässt sich nicht versteigern , Amiga 450 561 (1966)
- Küsse im Winterwald/ Wenn mein Peter böse ist, Amiga 450 588 (1966)
- Du hast viel Fantasie/ Geh nicht ohne Kuss nach Haus, Amiga 450 630 (1967)
- Verliebtsein ist gar nicht so leicht, Amiga 450 652 (1967) - Britt Kersten und Bert Hendrix
- Blond wird groß geschrieben, Amiga 450 660 (1967)
- Erster Kuss- Verlobung-Standesamt, Amiga 450 675 (1968)
- Aber ich war´t auf dich, Amiga 450 691 (1968)
- La Bostella bei Tante Ella, Amiga 450 694 (1968)- Britt Kersten und Bert Hendrix
- Es ist immer dasselbe Spiel, Amiga 450 709 (1968)- Britt Kersten und Bert Hendrix
- Was ist bloß heute los, Amiga 450 713 (1968)
- Wenn ich glücklich bin, Amiga 855 167 (1969)
- Tanz an einem Frühlingsabend, Amiga 450 718 (1969)
- Aller Anfang ist schwer, Amiga 450 732 (1969)- Britt Kersten und Nina Lizell
- Komm zurück aus Wolkenkuckucksheim, Amiga 450 733 (1969)
- Heut ist Hochzeit/Blonde Matrosen mit blauen Augen, Amiga 450 765 (1970)
- 1:0 für dich/Ausgerechnet du und ich, Amiga 450 776 (1970)
- Wer im November nicht lieben kann/ Ein Jahr Garantie, Amiga 450 808 (1970)
- Einmal fang ich dich ein/Männer müssen Männer sein, Amiga 455 876 (1972)
- Von Wiedersehen zu Wiedersehen, Amiga 855 369
- Ich liebe die Liebe, Amiga 855 370
- Glück ist mehr als nur ein Wort, Amiga 855 431
- Es war einmal ein Lied, Amiga 855 535